# Realencyclopädie der classischen Altertumswissenschaft
La Realencyclopädie der classischen Altertumswissenschaft, communément appelée le « Pauly-Wissowa », est une encyclopédie allemande traitant de l'Antiquité classique. Avec ses suppléments, elle dépasse largement la centaine de volumes. Son titre est souvent abrégé en RE ou PW dans la littérature académique.

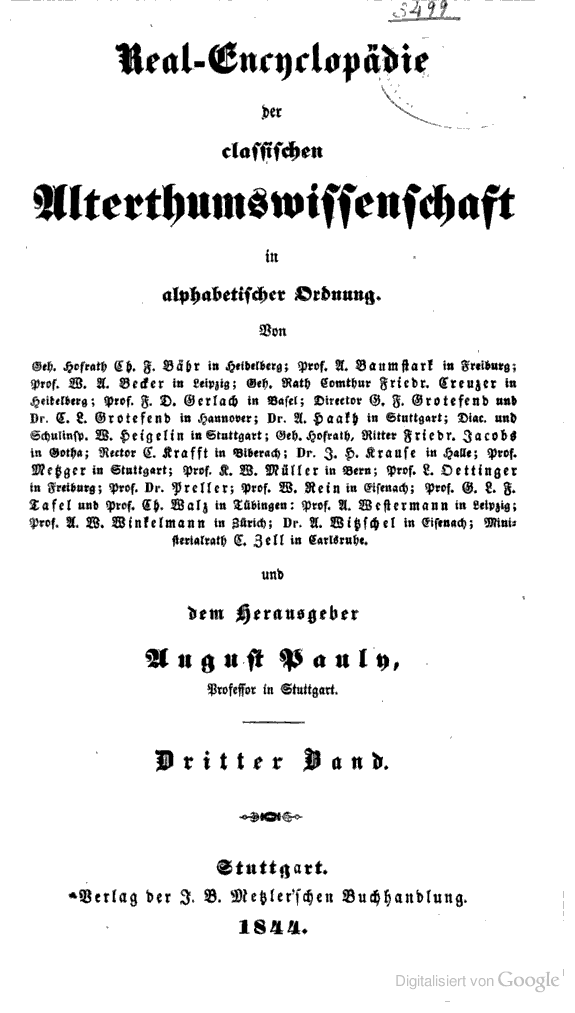
Tome 3, le dernier de Pauly, 1844.

## Les éditions successives

### Le grand «Pauly-Wissowa», œuvre de trois générations
Le premier volume a été publié par August Pauly en 1839. Pauly est mort en 1845, laissant son œuvre inachevée : ce sont Christian Waltz et Wilhelm-Sigismund Teuffel qui la terminèrent en 1852. Cette première édition comportait six volumes. Une deuxième édition fut mise en chantier en 1861 et 1866, mais elle ne fut jamais achevée. 
En 1890, Georg Wissowa commença une nouvelle et ambitieuse édition. Il comptait la finir en dix ans, mais le dernier des 84 volumes ne parut qu'en 1978, et l'index sortit en 1980. 
Chaque article a été écrit par un spécialiste reconnu dans chaque domaine, mais — ce n'est guère surprenant pour un travail s'étalant sur trois générations — les hypothèses sous-jacentes varient radicalement selon l'âge de l'article. Beaucoup de biographies ont été écrites par Friedrich Münzer.

### Le «PetitPauly»
Le prix et la taille du « Pauly-Wissowa » ont toujours été considérables et, pour cette raison, Metzler Verlag mena à bien la publication du « Petit Pauly » (Der kleine Pauly) en cinq volumes, entre 1964 et 1975.

### Le «NouveauPauly»
Une nouvelle version actualisée appelée Der neue Pauly, composée de 15 volumes et d'un index, est parue progressivement de 1996 à 2003. 

### LeBrill's New Pauly
Une édition anglaise en 28 volumes, Brill's New Pauly: Encyclopaedia of the Ancient World a été publiée entre 2002 et 2014.
Le Brill's New Pauly est disponible en ligne sur le site des éditions Brill, sur abonnement (destiné aux institutions telles que les bibliothèques universitaires pour leur bouquet de ressources électroniques).

### CD-Rom
L'index du Pauly-Wissowa est disponible sur CD-Rom.